# غويران
حي غويران هو أحد أكبر الاحياء في مدينة الحسكة ويشكل الجزء الجنوب الشرقي من المدينة يحده من الغرب حي النشوة. ويقسمه الطريق العام الذي يأتيه من جهة جسر المحافظة باتجاه محافظة دير الزور إلى قمسين هما حي غويران شرقي وحي غويران غربي.
يحتوي الحي على العديد من الأماكن الهامة في الحسكة ككلية الاقتصاد وكلية الهندسة المدنية التابعة لجامعة الفرات ومركز للنفط والغاز (سادكوب) إضافة إلى إدارة السجل المدني ((النفوس)) وإدارة المرور العامة ومديرية المصرف التجاري السوري والستاد الرياضي الكبير والمدينة الرياضية شهد حراكاً شعبياً واسعاً بداية الثورة السورية وعوقب على ذلك بمحاصرته وقصفه عدة مرات من قبل النظام السوري والميليشيات الموالية له حيث سيطر عليه النظام مرة أخرى في شهر ايلول من عام 2014 بعد حصار طويل وصراع مسلح مع قوات المعارضة واستخدم الطيران الحربي من قبل قوات النظام ثم تم السيطرة على الحي لاحقا من قبل قوات سورية الديمقراطية (قسد) بعد اشتباكات بينهما وبسبب الصراعات نزوح الكثير من سكان الحي لاسيما من فئة الشباب ولجوئهم إلى تركيا والدول الأوروبية.